# Andrzej Pawlikowski (ur. 1969)
Andrzej Pawlikowski (ur. 15 października 1969 w Zakopanem) – generał brygady Biura Ochrony Rządu. W latach 2006–2007 i 2015–2017 szef BOR. Profesor uczelni, a od lutego 2021 roku zastępca dyrektora Instytutu Studiów Strategicznych Wydziału Bezpieczeństwa Narodowego Akademii Sztuki Wojennej w Warszawie. Od października 2020 roku Rzecznik Akademicki.

## Życiorys
Absolwent Wydziału Inżynierii Środowiska Politechniki Krakowskiej im. Tadeusza Kościuszki (magister inżynier, 1994) oraz studiów podyplomowych na Wydziale Strategiczno-Obronnym Akademii Obrony Narodowej w zakresie obronności państwa (2000). Ukończył Wyższy Kurs Obronny w Akademii Obrony Narodowej (2007) oraz Kurs Protokołu Dyplomatycznego w Akademii Dyplomatycznej Polskiego Instytutu Spraw Międzynarodowych (2010). Od 1995 w BOR. W latach 1997–2001 szef ochrony bezpośredniej Ministra Spraw Zagranicznych RP i równocześnie w 1999 Przewodniczącego OBWE. W latach 2002–2005 przedstawiciel RP na posiedzeniach Grupy Roboczej ds. Współpracy Policyjnej przy Radzie Unii Europejskiej oraz Grupy Roboczej ds. Zwalczania Terroryzmu przy OBWE. W latach 2004–2005 pełnił funkcję szefa Wydziału Organizacji i Współpracy Międzynarodowej BOR. Uczestniczył w pracach szeregu zespołów międzyresortowych dot. problematyki bezpieczeństwa państwa m.in. w latach 2006–2007 był stałym członkiem Międzyresortowego Zespołu ds. Zwalczania Terroryzmu oraz od 2002 do 2007 Polsko-Amerykańskiej Grupy ds. Zwalczania Terroryzmu. Od 26 października 2006 do 27 listopada 2007 szef BOR. Od 10 stycznia 2009 do 10 października 2010 szef pionu szkolenia w Centralnym Biurze Antykorupcyjnym. Od 2013 do 2014 współtwórca oraz wiceprezes zarządu BINASE (Business & Intelligence Security Service) – polskiej prywatnej firmy łączącej funkcję elitarnego think tanku z usługami doradztwa strategicznego w zakresie wywiadu konkurencyjnego i bezpieczeństwa biznesu. 24 września 2015 został doradcą społecznym prezydenta RP Andrzeja Dudy. Przestał pełnić tę funkcję 3 grudnia 2015, w związku z ponownym objęciem stanowiska szefa BOR. 30 sierpnia 2016 został mianowany przez prezydenta RP na stopień generała brygady. Był pomysłodawcą i twórcą reformy Biura Ochrony Rządu z lutego 2018 roku. 27 stycznia 2017 podał się do dymisji. Od października 2019 roku profesor uczelni w Akademii Sztuki Wojennej w Warszawie. W październiku 2020 roku objął stanowisko Rzecznika Akademickiego, a w lutym 2021 roku wyznaczony został na stanowisko Zastępcy Dyrektora Instytutu Studiów Strategicznych Wydziału Bezpieczeństwa Narodowego Akademii Sztuki Wojennej.

## Odznaczenia
- Złoty Medal za Zasługi dla Straży Granicznej[12]
- Brązowa Odznaka „Zasłużony dla Ochrony Przeciwpożarowej”[13]
- Odznaka Pamiątkowa Komendy Głównej Żandarmerii Wojskowej[14]
- Odznaka Honorowa Biura Ochrony Rządu (2017)[15]

## Życie prywatne
Żonaty, ma dwoje dzieci: syna Jana i córkę Zuzannę.